# 小行星9792
小行星9792（英語：9792）是一颗围绕太阳公转的小行星。1996年1月23日，小林隆男在大泉天文台发现了此天体。
这颗小行星的绝对星等为359.50217等。